# Kara Musztafa

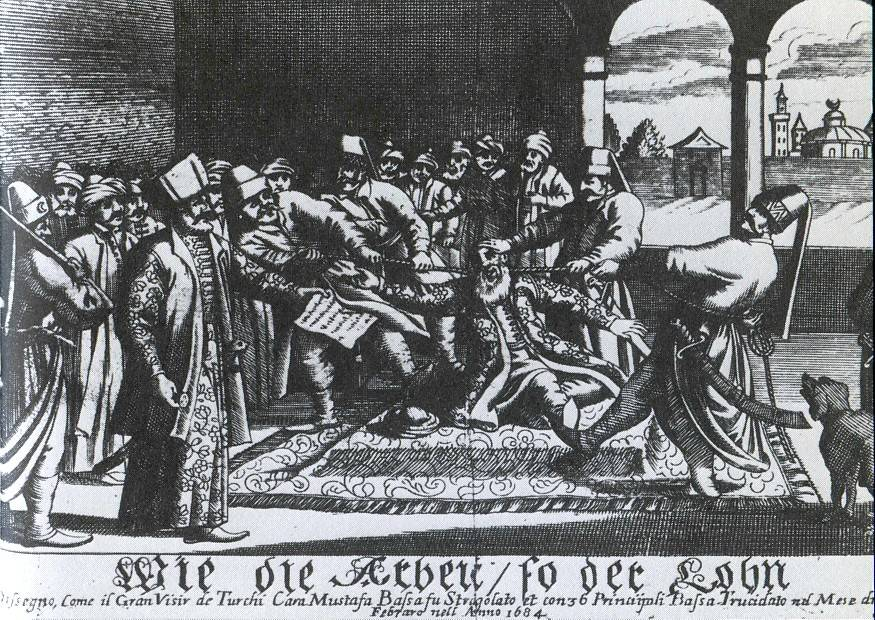
Kara Musztafa kivégzése selyemzsinórral

Kara Musztafa (Merzifon, 1634/35 – Nándorfehérvár, 1683. december 25.), teljes neve Merzifonlu Kara Musztafa pasa, oszmán-török nagyvezír. Az ő hivatali ideje alatt indult meg a török kiűzése Magyarországról. Központi szerepet töltött be abban a háborúban, amely végül a visszafordíthatatlan hanyatlás útjára taszította az Oszmán Birodalmat. Musztafa tehetséges katona és politikus volt. Jó érzéke volt a hadászat és a diplomácia terén is, de sokszor túl merész volt és egyéni ambíciói is rendkívül fűtötték.

## Életpályája
Fiatal kajmakámként Köprülü Ahmed nagyvezír mellett szolgált. Az 1660-as években részt vett az Égei-tengeren, a velenceiek ellen vívott harcokban, az ún. kandiai háborúban. 1672-ben a szultánnal és a nagyvezírrel vonult a lengyelek és az oroszok ellen indított háborúba, Ukrajnába. A lengyelekkel folytatott harcok végeztével Köprülü meghalt, és Kara Musztafa lett az új nagyvezír, aki továbbra is fenntartotta Ukrajna meghódításának tervét.
Miután az első török hadjárat kudarcba fulladt, a harc az ország oroszok uralta részében folytatódott. Az új nagyvezír személyesen állt a sereg élére. Elfoglalta Ukrajna jó részét, több győzelmet aratva az orosz–ukrán–kozák seregek felett, bevonult Kijevbe, de erői akkora veszteséget szenvedtek, hogy inkább lemondott a terület meghódításáról. Ehelyett felelevenítette Szulejmán szultán régi tervét, Bécs meghódítását. IV. Mehmed szultánt sikerült rávennie a kecsegtető lehetőséggel, mert úgy vélte, hogy I. Lipót császár azért törekszik a békére, mert gyenge. Alaposan túlbecsülte saját hazájának erőforrásait, s bár látta ugyan a belső problémákat, amelyeket elődje oly nehezen igyekezett leküzdeni, de értelmetlen módon abban bízott, hogy egy nagy katonai győzelem megszüntethetné a hanyatlást okozó bajokat, vagy legalábbis átmenetileg időt nyer. Bár Köprülü Ahmed is tervezte Bécs meghódítását új, jobb módszerekkel, de most Musztafa azonnal a császárváros falai ellen akart indulni.
A források szerint óriási, 230 ezer fős sereget vont össze (valójában csak 130-150 ezret) és a franciák biztatásával 1683. június 7-én elindult Ausztria ellen. A Habsburgok ekkor szövetségben álltak a Lengyel–Litván Unióval, akivel megállapodtak abban, ha bármelyikük fővárosát török támadás érné, egymás segítségére sietnek. Musztafa nem mérte fel sem ezt, sem a Lipót császár mögé felsorakozó Német-római Birodalom katonai erejét.
A Bécs városát halálos gyűrűbe fogó sereget a német birodalmi és lengyel hadak, III. (Sobieski) János lengyel király és Lotaringiai Károly herceg vezetésével 1683. szeptember 12-én a kahlenbergi csatában szétverték, az ostromlott várost felmentették. A visszavonulókat üldöző lengyelek októberben a párkányi csatában a budai pasa hadait is szétverték, és elfoglalták Esztergomot. Budavár stratégiai helyzete meggyengült.
A vereségért Musztafa nagyvezírt selyemzsinórral kivégezték Nándorfehérvárott. Kivégzése előtt állítólag szomorúan csak annyit mondott, ha halálával a szultán elkerülheti a vereséget, önként vállalná. Utódja a nagyvezíri tisztségben – a hárem támogatásával – korábbi védence, Kara Ibrahim pasa lett, aki maga is intrikált a szultánnál Kara Musztafa kivégzése érdekében.
Musztafa finom ember volt, kedvelte a pompát és a művészetet. Egy francia író, de Préchac regényt írt róla, amelyben egy szelíd, gáláns férfit mutat be, aki szerelmes lesz egy hercegnőbe, és Bécs meghódításával akar méltóvá válni annak kezére. De vereséget szenved, és szerelmét máshoz adják férjhez.

## Kapcsolódó szócikk
- Bécs ostroma (1683)

| Elődje: Köprülü Fazil Ahmed pasa | Az Oszmán Birodalom nagyvezíre 1676–1683 | Utódja: Bajburtlu Kara Ibrahim pasa |